# Charlotte Bühler
Charlotte Bühler (született: Malachowski) (Berlin, 1893. december 20. – Stuttgart, 1974. február 3.) német–osztrák–amerikai pszichológus, a német fejlődéslélektan egyik kiemelkedő alakja.

## Életpályája
Charlotte Bühlert több szempontból is jelentős hatást gyakorolt a pszichológia történetére. Egy olyan időszakban, ami a világháború következtében számtalan kihívással volt terhelt, amikor nőként kevéssé lehetett érvényesülni, Charlotte Bühler megelőzte a korát, amikor humanisztikus pszichológusként, holisztikus szemlélettel közelített az ember megismeréséhez, az élethosszig tartó fejlődés elkötelezett híve volt, tehetségével és munkásságával nagyban hozzájárult a fejlődéslélektan, a személyiség-lélektan, a kísérleti- és a klinikai pszichológia fejlődéséhez. Az alábbiakban élete főbb „csomópontjainak” áttekintésével igyekszünk munkásságának és személyiségének hátterét bemutatni.

### Családja, tanulmányai (1893–1922)
Charlotte Bertha Malachowski 1893. december 20-án látta meg a napvilágot, Berlinben, az építészmérnök Hermann Malachowski és Rose Kristeller Malachowski idősebb gyermekeként. Tehetős, művelt családból származott, lengyel-zsidó gyökerei ellenére, az antiszemtitizmus elől menekülő felsőbb osztálybeli családok szokásához hasonlóan, protestáns nevelést kapott. Édesanyja magasan képzett asszony volt, de nőként- neme miatt- nem tudott érvényesülni, saját beteljesítetlen vágyait lányára vetítette és nagyban támogatta továbbtanulását (Bürman és Herwartz-Emden, 1993). Eleinte énekesi pályára szánta, ezért a fiatal Charlotte egyetemi tanulmányai mellett magánórákra járt zenéből, latinból és görögből is. A család külföldi utazásai szintén nagy hatást gyakoroltak Charlotte érésére (Bühler, 1972). A szülők végül elfogadták, hogy Charlotte arra fejlődhessen tovább, amerre kívánja. A kitűnő kulturális és intellektuális otthoni légkör ellenére Charlotte szüleivel való kapcsolata távolságtartó volt, azonban öccsével meleg, közeli viszonyt ápolt.
Általános- és középiskolai tanulmányait Charlott freiburgi és berlini magániskolákban végezte. 1913-ban orvostudományt, filozófiát és pszichológiát kezdett hallgatni a Freiburgi Egyetemen. 1914 tavaszán Kielben folytatta tanulmányait a Pszichológia Intézetben és a Tanítóképzőben. Kielben szerelembe esett egy geográfussal, Heinz Horstmannal, akivel el is jegyezték egymást. Azonban az első világháború kitörése következtében a férfit az orosz frontra küldték, ahonnan mentálisan instabil állapotban érkezett vissza. Charlotte tradicionális női szereppel ellentétes ambícióit észrevéve, fel is bontotta az eljegyzésüket. Bühler így ír később ekkori érzéseiről: „nemcsak az első szerelmem elvesztését érzetem, hanem elutasítást női mivoltomban is” (Bühler, 1972, 16. o.). Charlotte 1914-15-ben Berlinben fejezte be tanulmányait Carl Stumpf irányítása alatt, aki úttörő személyiség volt a kísérleti pszichológia történetében.
Charlotte visszautasította Stumpf megtisztelő ajánlatát, hogy nála írja disszertációját és az asszisztense legyen, ugyanis inkább a kognitív pszichológia vonzotta, mint az érzelmek tanulmányozása. Felismerve a fiatal hölgy szokatlan érdeklődését és céltudatosságát, Stumpf meleg ajánlólevelet írt Oswald Külpe professzornak, aki a gondolati folyamatok tanulmányozásának vezető kutatója volt, müncheni laboratóriuma a legelőrehaladottabb volt Európában. A 22 éves Charlotte így 1915-ben, anyja kíséretében, Münchenbe érkezett. Külpe saját laboratóriumot adott neki és lenyűgözte a fiatal hölgyet figyelmességével, kísérleteivel és személyiségével egyaránt. Így derült égből villámcsapásként érte Charlotte-ot a mindössze 53 éves professzor 1915-ben, kórházi fertőzés miatt bekövetkezett halála.
Külpe pozícióját vezető asszisztense, a frontról hazatérő Karl Bühler (1879-1963) vette át, aki korának egyik vezető tudósa volt. A Würtzburgi Iskola tanításai alapján, más kísérleti pszichológusokkal együtt, megkérdőjelezte a pozitivizmus alaptételeit (Ash, 1995). Charlotte disszertációjának témája, a „gondolkodásbeli folyamatok” miatt került közelebb Karl munkásságához és a Würtzburgi Iskola tanításához. Charlotte visszaemlékezéseiben furcsának tartotta, hogy Karl napi rendszerességgel látogatta őt kísérleti laboratóriumában, bár elismerte, hogy kutatásaik „nem voltak teljesen eltérőek” (Bühler, 1972, 18. o.). Más források szerint azonban Charlotte volt, aki elcsábította a férfit, pedig annak komoly párkapcsolata volt (Bürmann és Herwartz-Emden, 1993, 207. o.; Bühring, 2007, 197. o.). Karl és Charlotte Bühler végül 1916 áprilisában, Berlinben, összeházasodott.
Házasságuk első néhány éve a családi élet és a karrierjük párhuzamos futása miatt, nem volt zökkenőmentes. Charlotte-nak nehéz volt a családi életét és a tudományos munkáit összeegyeztetni, ráadásul a professzorfeleségek elutasították, amiért diákként a tanárával házasodott össze. Mindeközben 1917. február 23-án megszületett lányuk, Ingeborg. Charlotte még ugyanebben az évben befejezte disszertációját a gondolatok és a mondatok felépítéséről. Karl unszolására 1918-ban megjelentette első könyvét is, mely egy roppant eredeti és maradandó mű a mesék gondolatokra, vágyakra, emptátiára gyakorolt hatásáról a gyermekek életében (Bühler, 1918).
A pár 1918 októberében, Karl álláslehetősége révén, Drezdába költözött. 1919 júniusában megszületett második gyermekük, Rolf Dietrich. Charlotte 1920-ban habilitált, és az első női magántanárrá vált (Bühler, 1972). Állami felkérésre a fiatal bűnözőket tanulmányozta statisztikai módszerekkel, utána belefogott a felnőttek mentális életének naplók alapján való tanulmányozásába. Ez kezdetben a saját és három másik neki adományozott napló vizsgálatával indult, melyről egy sikeres könyvet is kiadott „A fiatalok mentális élete” címmel (Bühler, 1922), ami megalapozta helyét az igazán jelentős pszichológusok között. A projekt később kibővült: 1929-re 79 újabb naplót kapott, 1934-re a Bécsi Intézeten keresztül pedig újabb 98 adományozott könyvecskéhez jutott hozzá (Bühring, 2007). Ebben a munkában egyaránt megcsillant Charlotte írói tehetsége és pszichológiai képességei, amikor arra a kérdésre kereste a választ, hogy „hogyan kellene az emberi éltet megfelelően élni” (Bühler, 1972, 22-23. o.). Charlott váratlanul nagy sikert aratott, de elégedetlen volt magával, mondván, hogy a könyv nem éri el a saját maga számára kitűzött elméleti színvonalat. Ugyanakkor az életrajzok tanulmányozása, mint kutatási módszer, a mai napig Charlotte Bühler egyik legjelentősebb hozzájárulása a kísérleti pszichológiához.
Charlotte jól érezte magát Drezdában, de Karl korlátolt lehetőségekre hivatkozva szívesen elfogadott egy megtisztelő felkérést, melynek következtében a pár 1922-ben Bécsbe költözött.

### A bécsi évek (1922–1938)
Nem sokkal Bécsbe érkezésük után Charlotte elnyert egy 10 hónapos Rockefeller ösztöndíjat az Amerikai Egyesült Államokba, melyet némi szorongással és komoly személyes árat fizetve elfogadott (Bühler, 1972). Az Amerikában töltött idő alatt megismerkedett a kor vezető pszichológusaival, többek közt Edward Lee Thorndike-kal és Arnold Gestellel. A John Watson vezette behaviorista irányzat kísérleti módszerei megerősítették Charlotte-ot a direkt megfigyelés, mint kísérleti módszer iránti saját elkötelezettségében. Kevésbé tetszett neki a reflexeken és a kondicionáláson való hangsúly, így a gyerekek szociális viselkedését tette meg későbbi kutatása tárgyául (Bühler és Hetzer, 1929). „Úgy gondoltam, ha az emberi élet elejét tanulmányozom, jobb bepillantást nyerhetek az életcélok fejlődésének folyamatába” (Bühler, 1972, 26. oldal). Annak ellenére, hogy eleinte a gyermekkori fejlődés volt a fő kutatási területe, Charlotte ezt a periódust csak egy szakasznak tartotta az egész életen át tartó fejlődésben.
Charlotte 1924-ben tért vissza Bécsbe, ahol férje az egyetemen a pszichológia részleg vezetője volt. A Rockefeller Alapítvány támogatásából megalapították a Pszichológia Intézetet, mely az európai pszichológiai kutatások epicentruma lett. Charlotte lett a három részleg közül a Gyermekpszichológiai és Fejlődéslélektani Részleg vezetője, ahol 1926-tól Hildegard Hetzer is segítette a munkáját. Számos később híressé vált pszichológus fordult meg az intézetben, mint például Réné Spitz. A korban egészen egyedülálló módon, a Charlotte Bühler vezette intézet gyümölcsöző kapcsolatot ápolt külföldi szervekkel is. Charlotte „egzakt, minden percre kiterjedő megfigyelésre” utasította beosztottjait. (Ash, 1987, 150. o.). A gyermekek teljes és folyamatos megfigyelése, a fizikai jellemzők dokumentálása, az obszerváló személy üvegfal mögé rejtése mind innovatív kutatási eszköznek számítottak. Ezekkel az eredményekkel a Bécsi Pszichológia Intézet a Rockefeller által támogatottak közül a legeredményesebbé nőtte ki magát. Boldog és produktív periódus volt Charlotte életében a Bécsben töltött idő, sokat publikált. Az intézettel kapcsolatos adminisztrációt Karl Bühler szinte teljes egészében feleségére hagyta, aki meglehetősen jó érzékkel működtette a folyamatokat (Lazarsfeld, 1969), ezzel átlag feletti tudományos menedzseri készségekről téve tanúbizonyságot.
1930-ban megjelent Charlotte Bühler „Az élet első éve” című könyve. Az ebben leírt kísérletben a Charlotte által vezetett főleg nőkből álló kutatócsoport, kvantitatív és kvalitatív módszerekre támaszkodva vizsgált egy 29 kisgyermekből álló mintát, 1926-os év folyamán, 24 órán keresztül, 8 órás beosztásban. Ebben a nagyszabású munkában a kutatók a viselkedés sokkal szélesebb spektrumát vizsgálták, mint a gestaltpszichológia, vagy a behaviorizmus képviselői. A műben Charlotte kritizálta Freud, Koffka és Behtyerev bizonyos nézeteit és azt állította, hogy a pozitív és negatív cselekvési repertoár az élet kezdeti szakaszától fogva fellelhető az élőlényekben.
Könyve sikeres volt, de Charlotte még mindig elégedetlen volt az elméleti keretek minőségével, melyeket csak a „Gyermek- és fiatalkor” című könyvében látott jól kifejtettnek (Bühler, 1972). Ebben felvázolta alapvetően egészséges emberekre vonatkozó ötlépcsős életszakasz elméletét, melynek elemei:
1. A gyermekkor funkcionális szakasza,
2. A fiatalkor, melyben célok kitűzésével határozzuk meg magunkat,
3. Egyre érettebb viselkedés, produktív munkavégzés,
4. Új kihívások és intellektuális kapcsolatok keresése, eredmények,
5. Visszatekintés, következtetések levonása.

Charlotte Bühler tehát az életet, mint projektet látta, és a szelfet, mint egy faktort, ami megvédi a személyiség egészét a neurózis romboló hatásától (Derobertis, 2006). Ez a fejlődéslélektani modell jelentősen különbözik a szintén ekkortájt működő Piaget-étől és Krohl-étól, ráadásul túlmutat a humanisztikus pszichológia neves képviselőin is, tekintve, hogy se Horney, se Rogers, se Maslow nem alkottak ilyen koherens fejlődéslélektani modellt.
Az 1920-as évek végére a Charlotte Bühler vezette Fejlődéslélektani Intézet már egy olyan kutatási programot dolgozott ki, ami a gyerekeket 6 éves korukig vizsgálta. Szerették volna a témabeli kutatókat túlszárnyalni, és a gyermek „egészleges fejlődésére” helyezték a hangsúlyt (Bühler, 1935). Ezzel a projekttel többé-kevésbé egyidejűleg Charlotte és kollégái több évet töltöttek az életpályák tanulmányozásával, melyhez több száz egyéni és irodalmi élettörténetet dolgoztak fel (ld. feljebb), miközben arra a kérdésre keresték a választ, hogy milyen általános fejlődési szabályok alapján válik érettebbé az ember (Bühler, 1933). Az erről szóló könyv konklúziója szerint az egyéneket nem az ösztönök irányítják –mint a pszichoanalízis tanítása szerint-, hanem az egyén szelektív, sőt sokszor még szembe is száll saját „természetével”, miközben azt hiszi, hogy épp kiteljesíti önmagát. A művet Freud követői közül többen is támadták.
A témát továbbvíve „család hatása a gyermekek életére” lett a tárgya a következő nagyobb kutatási projektnek. 1931-33 közötti adatgyűjtésben 17 középosztálybeli család szülő-gyermek, testvér-testvér interakcióit vizsgálták. Bühler (1939) kifejlesztett egy olyan módszert, melyben a kapcsolatteremtést (verbális, nonverbális, két-vagy többszakaszos) az adott szituációnak megfelelően és a közlés céljához (negatív, pozitív, semleges hozzáállás) igazítva tudták vizsgálni. Charlotte és munkatársainak feltételezése szerint ezek a korai interakciók bejósolják a későbbi szerelmi, szülői kapcsolatok minőségét. Abban a korban Charlotte ezzel a behaviorista nézőponttal a szociális interakciók vizsgálatában úttörőnek számított. A Bécsi Intézetben alkalmazott kutatási módszerek és eszközök később sok más fejlődéslélektani intézetnek adtak mintát, többek között a Paul Lazasfeld vezette kolumbiai és a René Köning irányítása alá tartozó Cologne-i intézetnek.
Charlotte és munkatársai a bécsi években sokat foglalkoztak a különböző korú gyerekek szorongást keltő ingerekre adott érzelmi reakcióival. Ők voltak az elsők, akik megfigyelték a gyerekek változásra adott stresszfolyamatait, félelmi reakcióját, ezáltal a tárgyállandóság kezdetleges formáit. Kiterjedt elméleti modellt prezentáltak tanulmányukban a gyermekek kogníciói és affektusai közötti kapcsolatról. Szintén elsőként értek el roppant fontos eredményeket a kisgyermekek empatikus reakciói, szándéktulajdonítási készségei kifejlődésének megfigyelésével. Ezzel nagyon sokat tettek hozzá a fejlődéslélektan területéhez, mert a korban a kutatások főleg az IQ-tesztelésre, és a gyermekek élettörténetére támaszkodtak, nem használtak ilyen komplex, viselkedési megfigyelésen alapuló, de mégis egészleges szociális- és személyiségfejlődést vizsgáló módszereket. Tanulmányaik német nyelven íródtak, így viszonylag kevés hatást gyakoroltak az „Amerika-központú” tudományos életre. Ugyanakkor a kutatások felépítése –szisztematikus, jól teoretizált, professzionálisan végrehajtott, természetes közegben folytatott – mintaként szolgáltak a későbbi fejlődéslélektani kutatások kivitelezéséhez.

### Emigrálás és az amerikai évek (1938–1958)
Ausztria 1938-as annexiója miatt a Bühler házaspár elvesztette pozícióját, vagyonukat elkobozták, sőt Karlt még egy időre be is börtönözték. Két év Oslóban tartózkodás után végül 1940-ben az USA-ba érkeztek. Az elkövetkezendő öt évben több helyen is tartózkodtak. Charlotte a Minneapolisi Kórházban dolgozva egyre közelebb került a klinikai pszichológia területéhez, a diagnózishoz és a pszichoterápiához. A második világháború borzalmaitól megviselten úgy érezte, szüksége van az emberi személyiség mélyebb tanulmányozására, különben nem tudja folytatni saját munkáját az emberi életciklus kutatásával kapcsolatban (Bühler, 1972). Az 1940-50-ig tartó évtized tehát inkább saját professzionális fejlődéséről szólt, mint a publikálásról, ő maga azt állította, hogy képtelen volt írni ebben az időszakban (Gavin, 1990). A Rorschach-teszttel elért statisztikai és kiértékelő munkája az egyik vezető tudóssá tette őt a klinikai pszichológia területén ebben az időben. 1945-ben megszerezte az amerikai állampolgárságot, és férjével Kaliforniába költöztek, hogy fiúkhoz közelebb lehessenek. Itt Charlotte szintén a kórházban dolgozott nyolc éven keresztül, klinikai pszichológusként. 1951-től újra publikált (Bühler, 1954, 1959), és fokozatosan egyre elégedettebbé vált kinti életével.
1953-ban magánpraxist nyitott, melynek működése során teoretikus és empirikus tapasztalatait egységbe kovácsolta. Eleinte gyermekekkel, később egyre inkább felnőttekkel foglalkozott. Kollégáival pszichodrámát is alkalmaztak a fiatalok körében, ezen kívül Charlotte a csoportterápiával is behatóbban megismerkedett, néhány évig az ezzel foglalkozó szervezet vezetője is volt. Megismerkedett a kor irányadó humanisztikus pszichológusaival, Maslow-val, Rogers-sel, Gordon Allport-tal, akik gondolatai összhangban voltak sajátjaival. Charlotte-ot akár a humanisztikus pszichológia „anyjának” is nevezhetnénk, hiszen gondolatai megelőzték az irányzat „apjának” tekintett Maslow-éit (Gavin, 1990). 1952-vel az iskolapszichológiával is kapcsolatba került, amikor kiadta a szinkretikus alapon írt könyvét, „Gyermekkori problémák és a tanárok” címmel (Bühler, Smitter és Richardson, 1952), mely hasznos gyakorlati technikákat nyújtott az alap-és középfokú oktatásban dolgozó tanároknak.

### Charlotte Bühler és a humanisztikus pszichológia (1959–1974)
Az 1950-es évek végére Charlotte Maslow-val és Viktor Frankl-lel együttműködve elindította azt a mozgalmat, a „harmadik irányt” a behaviorizmussal és a freudi tanokkal szemben a pszichológiában, mely humanisztikus pszichológia néven vált ismertté. Központjában az ember állt, aki képességei és kitűzött céljai révén a személyiség kiteljesítése felé halad. A pszichoanalízissel ellentétben a humanisztikus pszichológia az egészséges ember vizsgálatából indul ki. Charlotte lett a szervezet vezetője néhány évig, 1961-től kezdve rendszeresen megjelent az újságuk is.
Charlotte Bühler (1972) humanisztikus pszichológusként négy alaptendenciát különböztetett meg a személyiség fejlődésében:
1. Személyes elégedettség keresése a szerelemben, szexben, és az egóban;
2. énkorlátozó alkalmazkodás a beilleszkedés, valahová tartozás és biztonságkeresés céljából;
3. Énkifejezés és kreatív teljesítmény létrehozása;
4. Integráció és énállandóság fenntartása.

Charlotte szerint a személyes kiteljesedés a gondolkodó, konstruktív életvitelből következik, amikor az egyén hibáit a továbbfejlődés lehetőségének tekinti, a képességeivel összehangolva végzi dolgait és halad kitűzött céljai felé (O'Connell és Russo, 1990). Charlotte szerint ezek a tendenciák az egészséges emberben egyedülálló rendszerbe szerveződve segítik a személyiség kiteljesedését és az egyéni célok elérését (Bühler, Massarik és Bugental, 1968). Ezt a szemléletet alkalmazta klinikai munkája során is, kollégáival a személyes életcélok vizsgálatához kifejlesztette a Life Goals Inventoryt (Gavin, 1990).
Élete utolsó éveiben sokat foglalkozott a nyugati kultúra hanyatlásával. Terápiás tapasztalataiból kiindulva felismerte, hogy nagyon sok ember elidegenedett, ürességet érez, nem találja a helyét a világban, ami kihatással van személyiségükre és társas kapcsolataikra is. Charlotte a problémára a humanisztikus pszichológiában látta a megoldást (Bühler, 1962, 1967), tekintve, hogy ezzel lehet az embereknek segíteni felismerni saját kognícióikat arról, amit tartalmas és egészséges életnek gondolnak. Az életcélok tisztázásával az emberek megtalálják önmagukat (Bühler és Allen, 1972).
1972-ben Charlotte visszatért Németországba, hogy a fiával lehessen. Betegsége ellenére szinte haláláig aktívan dolgozott. 1974 február 3-án Stuttgartban halt meg saját ágyában, több sztrókot követően.

## Charlotte Bühler hatása és helye a pszichológia történetében
Charlotte Bühler egy kivételes egyéniség és egy roppant tehetséges pszichológus volt. Rendíthetetlen lelkesedéssel, rugalmassággal és dinamikával végezte a munkáját (Bugental, 1975), szinte állandóan több párhuzamos feladaton dolgozott egyszerre. Kortársai színes, sokoldalú személyiségként festik le. Sok tekintetben megelőzte korát: vállalkozó szellemű asszonyként komoly karriert futott be, az egyik első nő volt, aki professzori szintre jutott a pszichológia világában. Mindezért azonban nagy személyes árat fizetett: gyermekei felnőtt fejjel megmondták neki, hogy nem foglalkozott velük eleget (Bühler, 1972). Más első generációs amerikai értelmiségi nőkkel szemben fel-és elismerte a női szerepek összeegyeztetésének nehézségeit. Legfőbb tézisének, az egész életen át tartó fejlődésnek talán saját életvezetésével adta a legtöbb nyomatékot.
Mérföldköveket fektetett le a pszichológia több területén: a bécsi évek alatt kifejlesztett tesztjeit ma is használják, fejlődéslélektani modellje és a minél természetesebb közegre alapuló kísérleti módszerei nagy hatást gyakoroltak a kor elismert szakembereire és a kísérleti pszichológia egészére. Humanisztikus nézetei megelőzték az irányzat hivatalos létrejöttét, klinikai pszichológusként és terapeutaként is elismertséget szerzett magának, a felnőttkori személyiségfejlődés (Bühler, 1961) egyik első kutatója volt, ez a „lifespan irányzat” azonban csak halála után került a kutatók érdeklődésének középpontjába.
Mindennek ellenére a német nyelvterületen kívül kevéssé ismert a munkássága, melynek egyik oka lehet, hogy sok könyve többszerzős formában jelent meg, míg a kor más kiemelkedő alakjai gyakran csak a saját nevük alatt jelentették meg műveiket. Másrészt sok, főleg még Németországban íródott, fejlődéslélektani munkája a mai napig nincs angolra fordítva. Nőként és külföldiként is nehezebb volt ugyanolyan elismertséget szereznie, mint kollégáinak, talán ez is lehet az oka, hogy a humanisztikus pszichológia végül mégsem elsősorban az ő nevével fémjeleződött.
Charlotte Bühler inspiráló személyiségének és modern gondolatainak hatása vitathatatlan. Álljon itt zárszóul egy kis idézet tőle:
„De honnan tudhatja az ember, hogy a jó döntést hozta-e meg az életben, vagy hogy helyesen élt-e? Érdekes módon az emberek tudják a választ, és senkire nincs szükségük, aki elmagyarázza nekik. A legbelső énük megmondja nekik. ….. ha képesek őszinték lenni önmagukkal és nem vakítja el őket neurózisuk.” (Bühler, 1971, 208. oldal)

## Tanulmányai német és angol nyelven (válogatás)
- Bühler, C. (1918). Das Marchen und die Phantasie des Kindes (Fairy Tales and the Child's Fantasy). Zeitschrift fur angewandte Psychologie, 17.
- Buhler, C. (1922). Das Seelenleben des Jugendlichen (Psychology of adolescence). Jena: Gustav Fischer
- Buhler, C. (1928). Kindheit Und Jugend (Childhood and Adolescence). Leipzig: S. Hirzel
- Buhler, C. and Hetzer, H. (1930). The First Year of Life. New York: John Day
- Bühler, C. (1931). The social behavior of children. In C. Murchison (Ed.) Handbook of child psychology (p. 374-416). Worcester: Clark University Press
- Buhler, C. (1933). Der Menschliche Lebenslauf Als Psychologisches Problem (The Course of Human Life as a Psychological Problem). Leipzig: S. Hirzel. (2nd ed., Gottingoen: Hogrefe, 1959)
- Bühler, C. & Hetzer, H. (1935). Testing children's development from birth to school age. London: Allen and Unwin
- Bühler, C. (1939). The child and his family. With the collaboration of E. Baars and others. Translated by H. Beaumont. New York, Harper. German: Kind und Familie. Jena, Gustav Fischer, 1937
- Bühler, C., Smitter, F. & Richardson, S. (1952). Childhood problems and the teacher. New York, Holt
- Bühler, C. (1954). The reality principle. Theories and facts. American Journal of Psychotherapy, 8. 626-647.
- Bühler, C. (1959). Theoretical observations of life’s basic tendencies. American Journal of Psychotherapy, 13. 561-581.
- Bühler, C. (1961). Meaningful living in the mature years. In R.W. Kleemeier (Ed.), Aging and leisure. New York: Oxford University Press
- Bühler, C. (1962). Values in psychotherapy. New York: Free Press of Glencoe
- Bühler, C. (1967). Human life goals in the humanistic perspective. Journal of Humanistic Psychology, 7(1), 1967
- Bühler, C., Massarik, F., & Bugental, J. (1968). The course of human life: A study of goals in the humanistic perspective. New York: Springer Publication Company
- Bühler, C., & Melanie, A. (1972). Introduction to humanistic psychology. Monterey: Books/Cole Publication Company
- Bühler, C. (1972). Charlotte Bühler. In: L. Pongratz, W. Traxel & E. G. Wehner (eds.) Psychology in self-portrayals. 9-42.

## Művei magyarul
Német nyelven számos kötete megtalálható közkönyvtárainkban, de magyar nyelvre is fordítottak tőle:
- Bühler Sarolta: Az ifjúkor lelki élete. A pszichikai serdülés elemzése és elmélete; ford. Várkonyi Hildebrand; Franklin, Bp., 1925 (Ember és természet), 228 p.
- Kleinkindertests : Entwicklungstests vom 1. bis 6. Lebensjahr (magyar) Kisgyermektesztek : Fejlődési teszt az 1-6 életévig/ Charlotte Bühler, Hildergard Hetzer ; ford. Csávás Dezsőné. 1974. 24 p.